# Níjar
Níjar est une ville et une commune de la province d'Almería, située en Andalousie, Espagne.

## Géographie

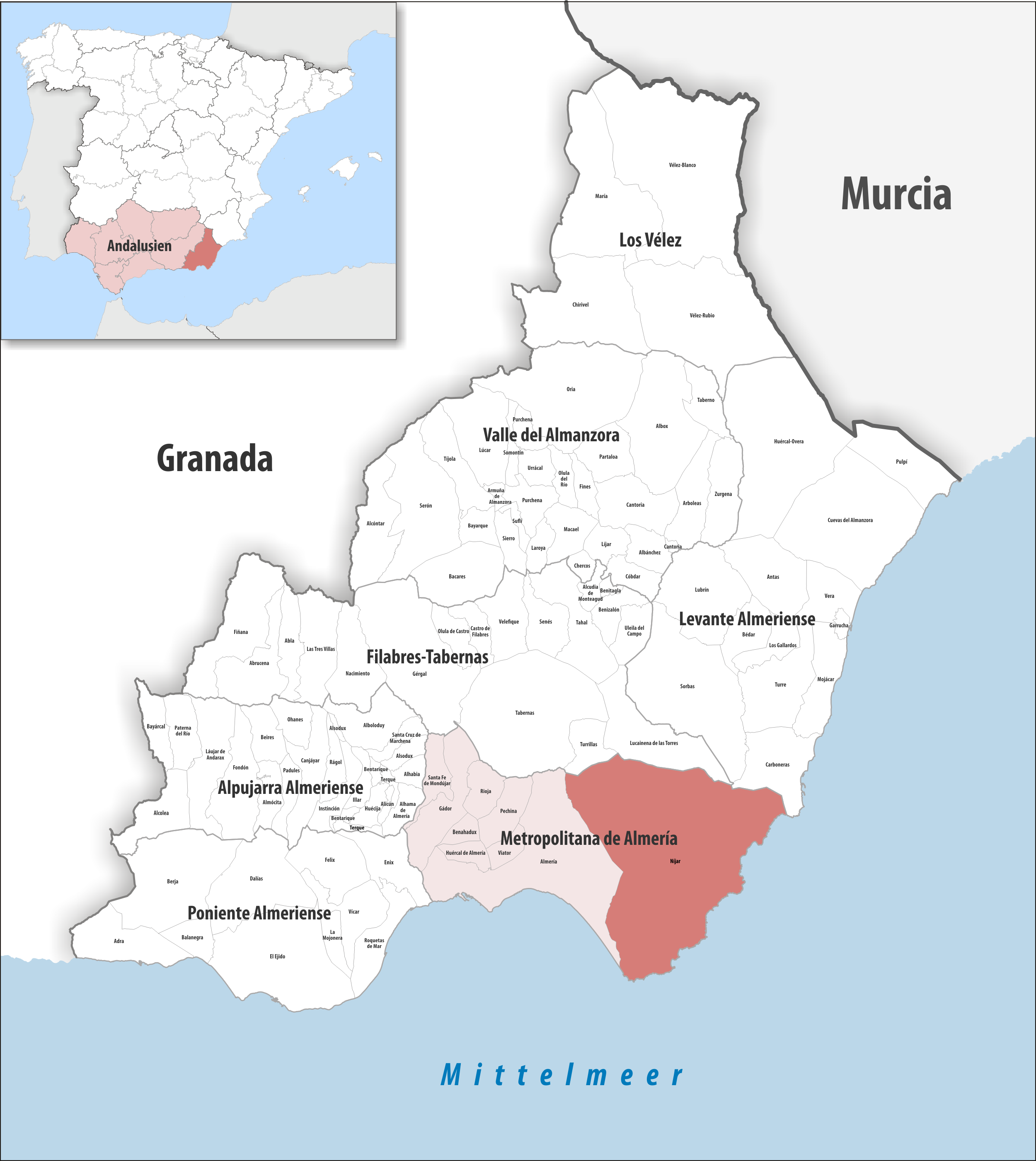
Níjar dans la comarque d'Almería, province d'Almería / en Andalousie

### Localisation
La commune de Níjar se trouve au bord de la côte méditerranéenne, dans le sud-est de la province d'Almería et l'est de la comarque métropolitaine d'Almería.
Almería est à 35 km sud-ouest ;
Malaga à 238 km ouest ;
Madrid à 568 km nord-nord-ouest ;
Gibraltar à 376 km ouest-sud-ouest (distances par route).

### Généralités
Toute la partie sud-est et est de la commune – essentiellement la partie montagneuse – est dans le parc naturel de Cabo de Gata-Níjar, qui inclut aussi une frange de environ 2 km de large des eaux littorales.
La commune inclut plusieurs hameaux : 
San Isidro de Níjar (es), 
la partie nord de Ruescas (la partie sud étant sur Almeria),
et dans le parc naturel de Cabo de Gata-Nijar se trouvent
Agua Amarga,
Fernán Pérez,
San Pedro,
Campohermoso,
San José (es), 
Pozo de los Frailes,
El Barranquete…
En 2005, la ville comptait 24 435 habitants. La superficie totale de la commune est de 601 km2 pour une densité de 40,7 hab./km2. Son altitude est de 356 mètres.[réf. nécessaire]
L’agglomération de Níjar est sur la pente méridionale de la sierra Alhamilla, et sur le fleuve Artal. 
La pointe ouest de la commune longe le site naturel de Sierra Alhamilla (es) – mais la Sierra Alhamilla elle-même s'étend également sur la commune.

## Histoire
La commune a livré quelques vestiges néolithiques.[réf. nécessaire]
De tous temps, la vie agricole et rurale du village a été très rude et pénible pour les familles vivant dans les environs, à cause de la dureté et l'aridité de la terre composée essentiellement de roche et cailloux. Subséquemment, l'histoire de Níjar est marquée par une démographie fluctuante en fonction des difficultés rencontrées.

## Économie
Sur la commune, on cultive principalement pour le commerce international des :
- Tomates pour la consommation.
- Olives pour la fabrication de l'huile.
- Roseaux pour la fabrication des haies.

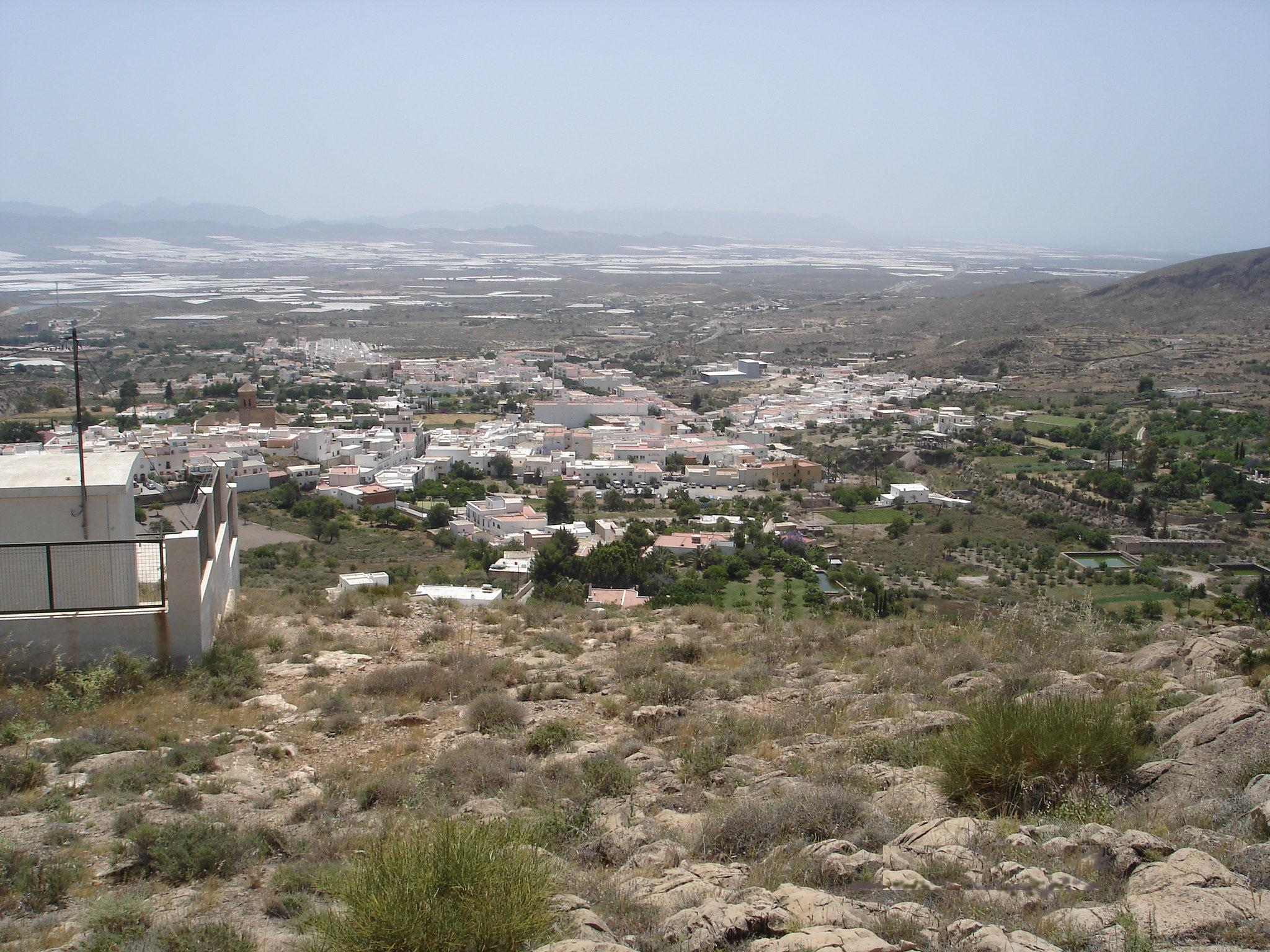
Ville
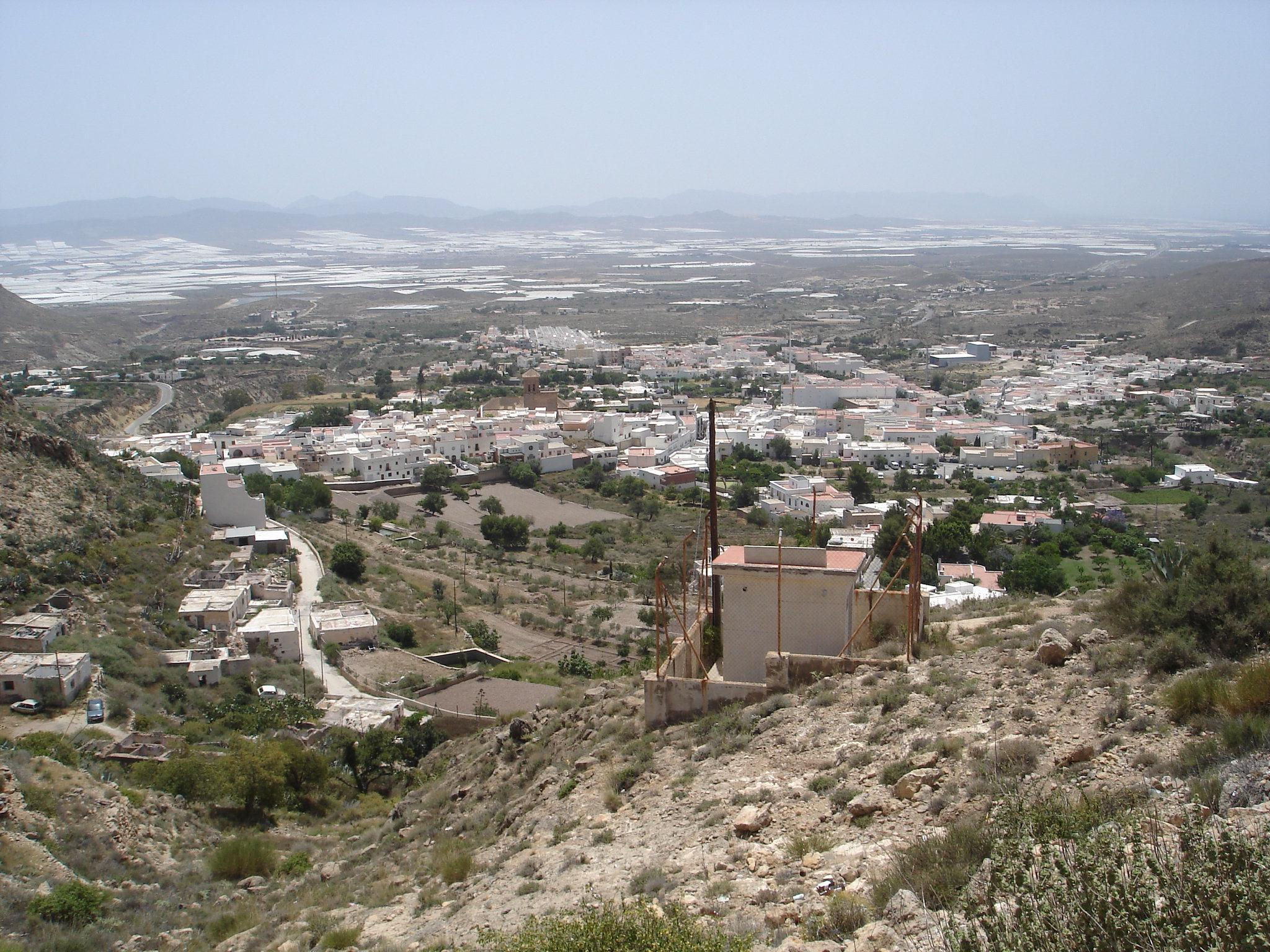
Ville
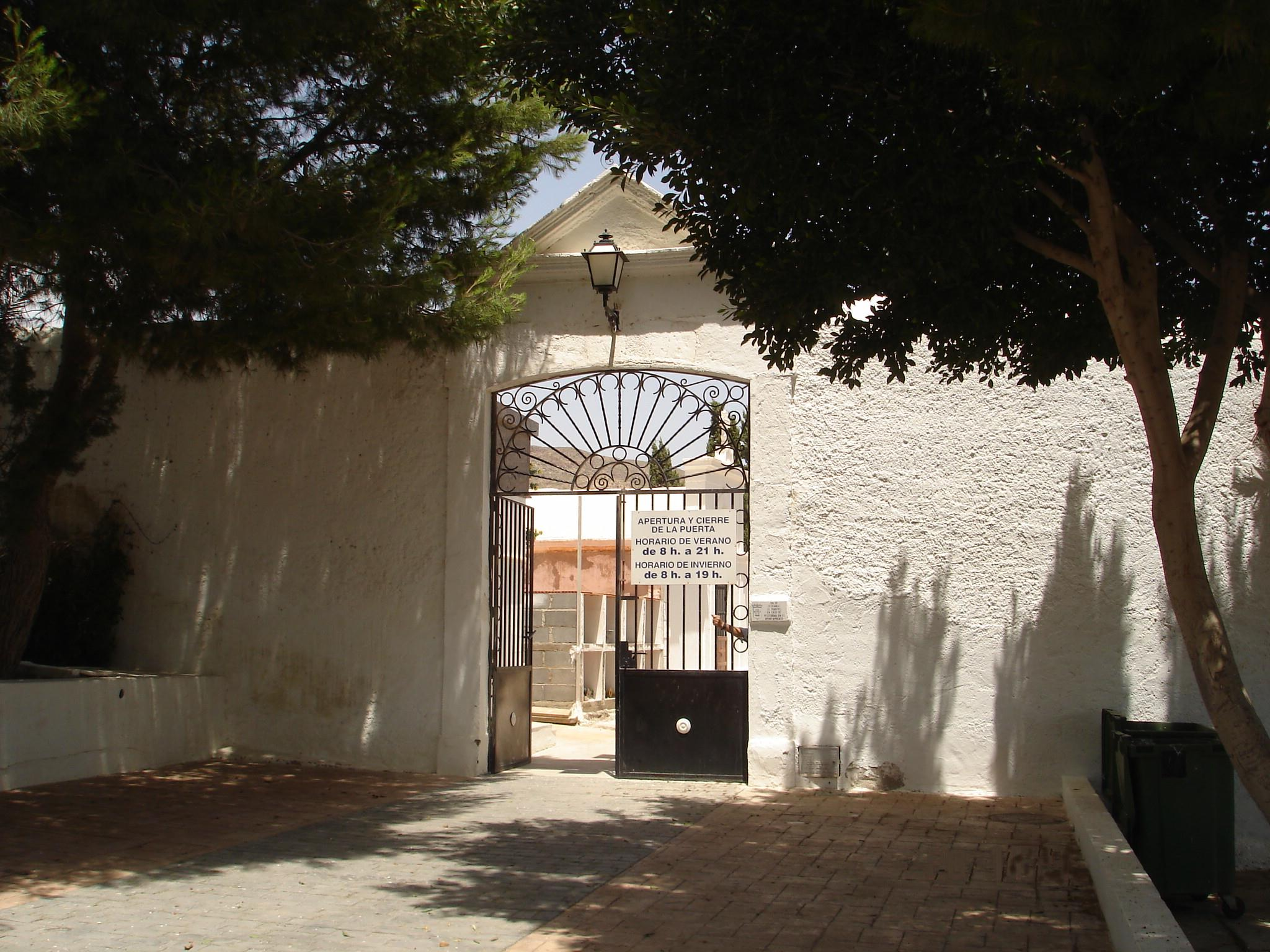
Cimetière
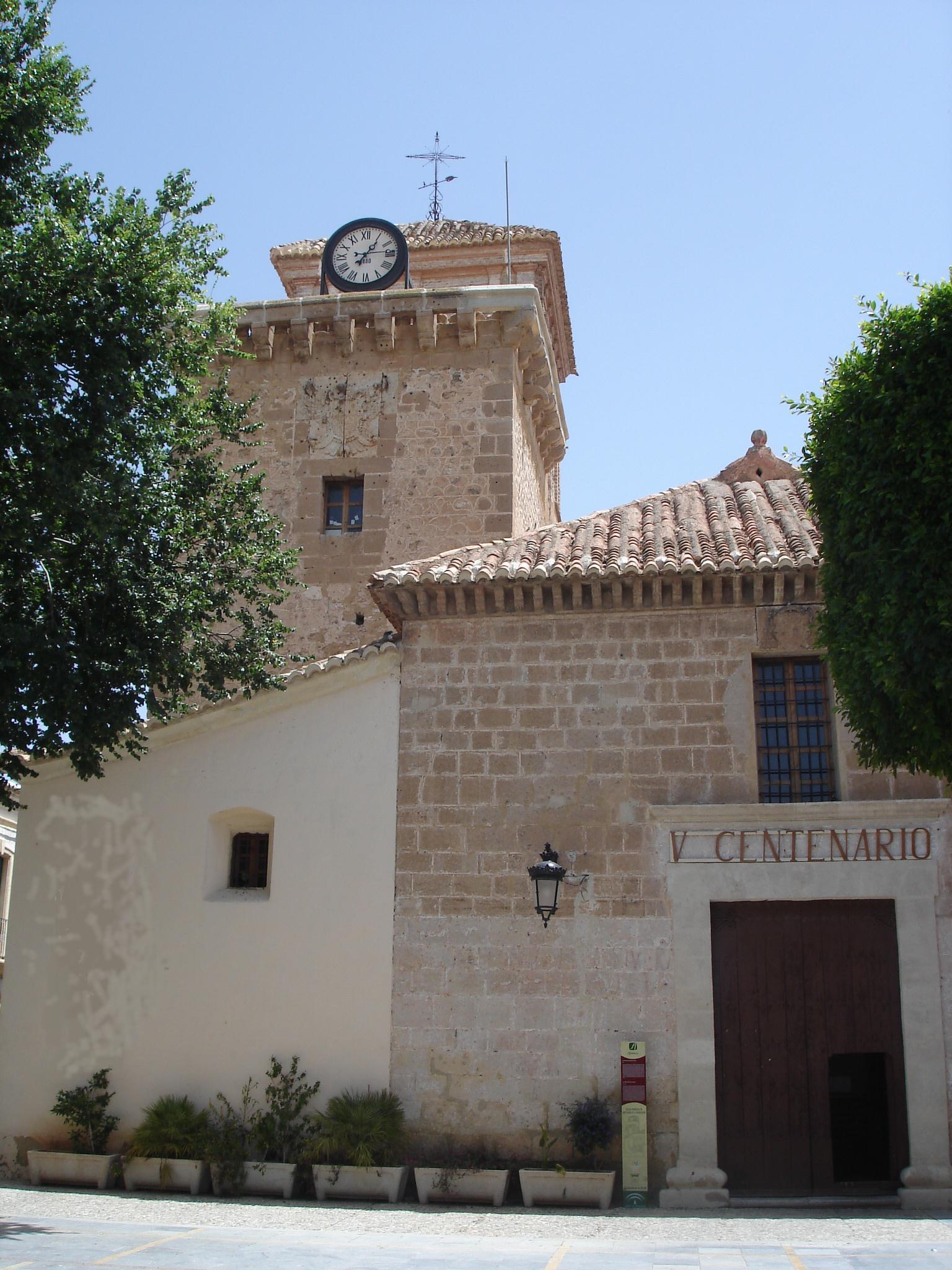
Église
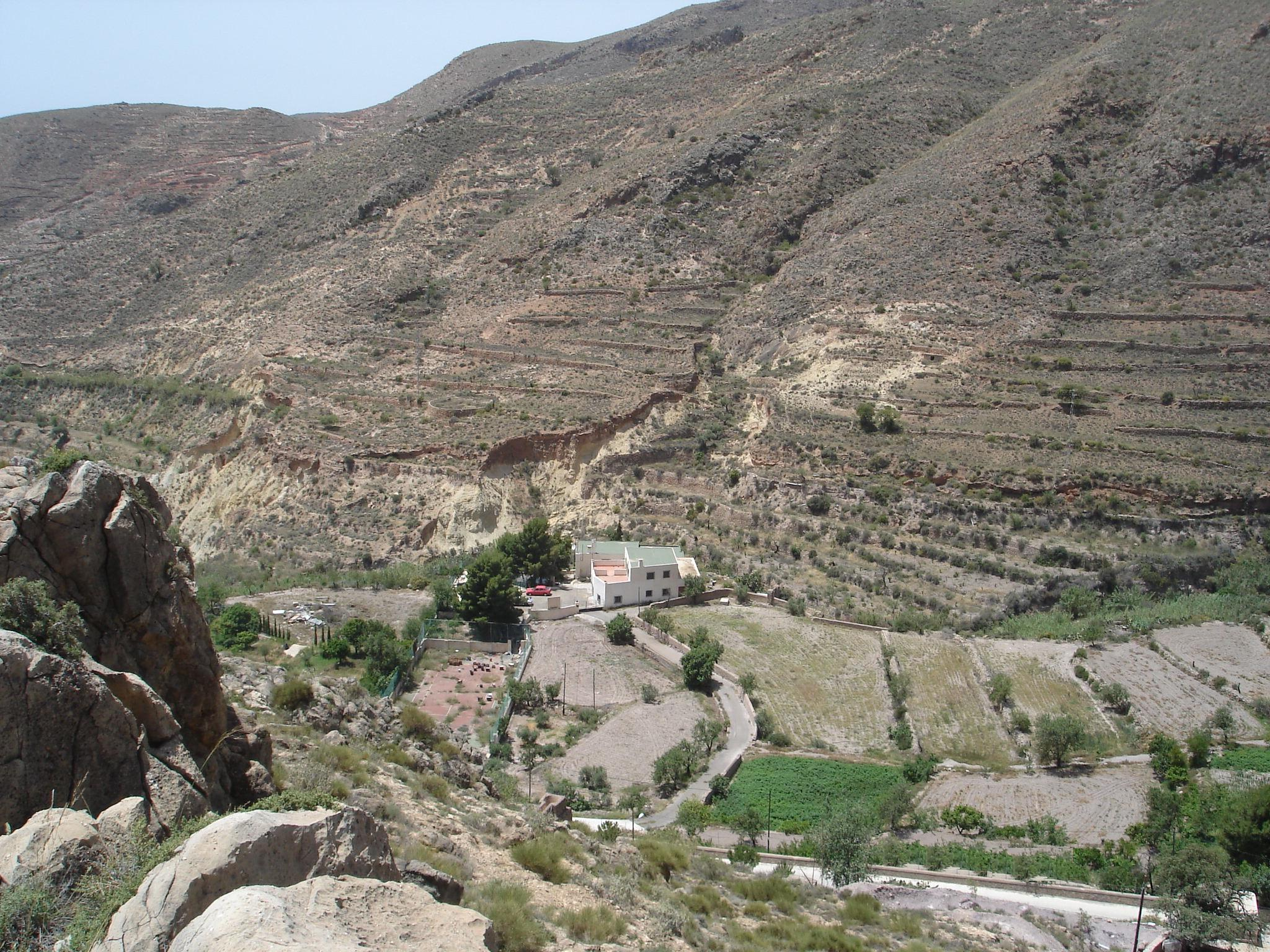
Alentours
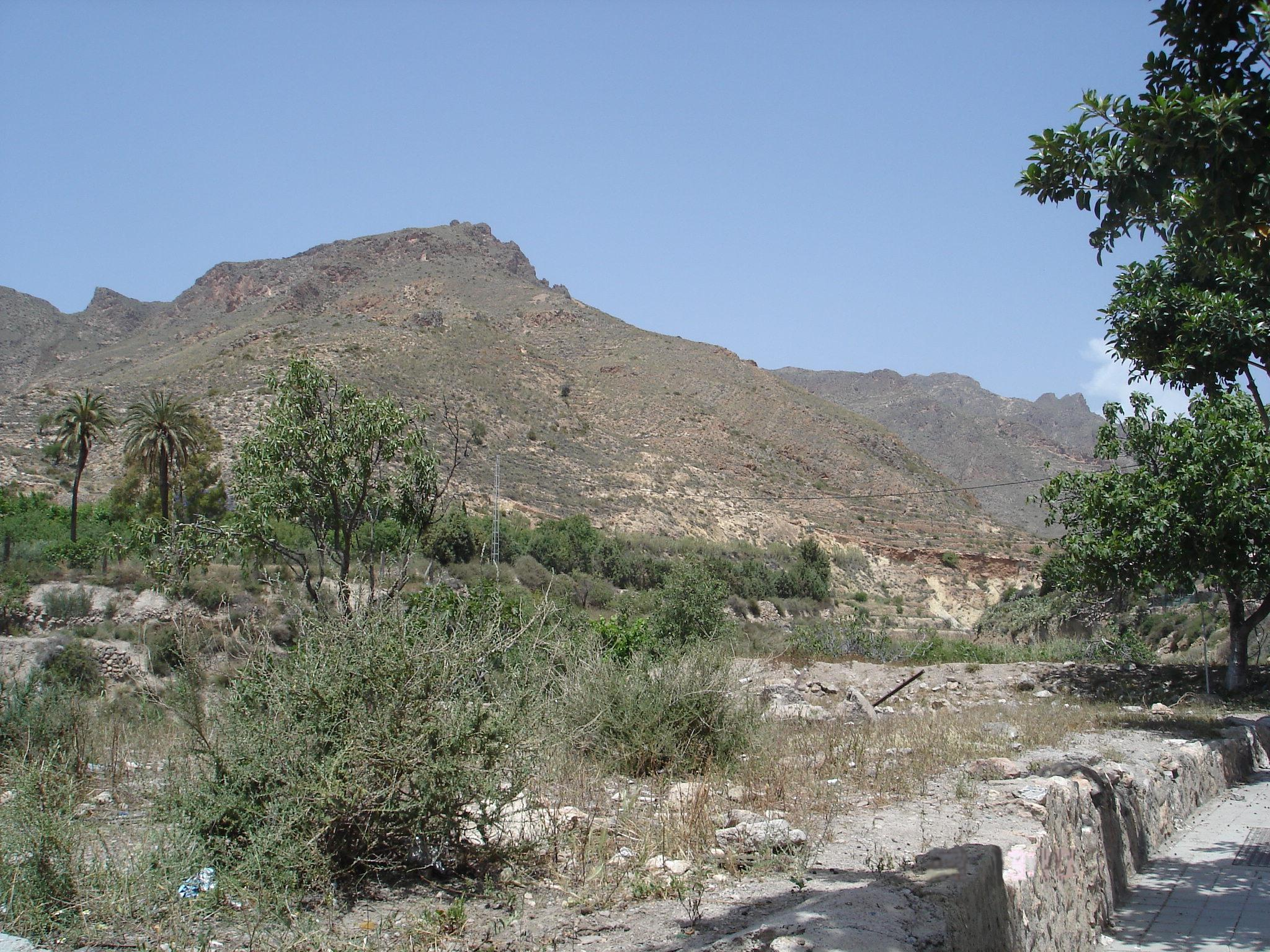
Alentours